# Argia rhoadsi
Argia rhoadsi е вид водно конче от семейство Coenagrionidae. Видът не е застрашен от изчезване.

## Разпространение
Разпространен е в Мексико (Веракрус, Идалго, Нуево Леон, Пуебла, Сан Луис Потоси и Тамаулипас) и САЩ (Тексас).

## Описание
Популацията на вида е стабилна.